# Amphion nessus
Amphion nessus är en fjärilsart som beskrevs av Pieter Cramer 1777. Amphion nessus ingår i släktet Amphion och familjen svärmare. Inga underarter finns listade i Catalogue of Life.